# Document no.8
A szócikk címe technikai okok miatt pontatlan. A helyes cím: document #8.
A document #8 a Pg. 99 a harmadik nagyobb lemeze, ami a diszkográfiájukban a nyolcadik helyett foglalja el. Ezt a lemezüket 2004-ben újra ki adták CD és lemezen plusz két számmal. Ez a kiadványuk fogyott a legjobban.

## Lemeznyomási adatok
Electric Human Project 10, 4db teszt nyomás
- Első nyomás: 1111 db sárga színű lemez
- Második nyomás: 1115 db fekete

Scene Police LP in Europe

## Számok listája
1. in love with an apparition (3:46)
2. your face is a rape scene (2:58)
3. life in a box (1:37)
4. we left as skeletons (1:29)
5. punk rock in the wrong hands (2:51)
6. balland of cicling vultures (1:55)
7. the hollowed out chest of a dead horse (5:48)